# 김윤지 (축구 선수)
김윤지(1989년 6월 1일~)는 대한민국의 축구 선수로 수원 FC 위민과 대한민국 여자 축구 국가대표팀에서 미드필더로 뛰고 있다.

## 국가대표팀 경력
2008년에 처음으로 대한민국 대표팀에 발탁되었고 그 해 11월 미국과의 친선 경기를 통해 A매치에 처음으로 출전했다.
이후 2009년을 마지막으로 대표팀에 뽑히지 못하다가 2022년 7월에 약 13년 6개월 만에 다시 대표팀에 소집되었다. 이듬해인 2023년에는 2023년 FIFA 여자 월드컵 명단에 포함되면서 처음으로 월드컵에 참가했다.